# Đường sắt Quảng Châu – Thâm Quyến
Đường sắt Quảng Thâm hoặc đường sắt Quảng Châu-Thâm Quyến (tiếng Trung: 广深 hoặc 广深线), còn được gọi là đoạn Trung Quốc của tuyến đường sắt Cửu Long Canton Canton (九鐵路華段) vào năm 1911-1919 Cộng hòa Nhân dân Trung Hoa, giữa Quảng Châu và Thâm Quyến. Nó được điều hành bởi Guangshen Railway Co., Ltd., một công ty giao dịch công khai.
Với chiều dài 147 km, đây là tuyến đường sắt đầu tiên ở Cộng hòa Nhân dân Trung Hoa đạt tốc độ 220 km / giờ ở một số đoạn, mặc dù nó bị giới hạn ở khoảng 180 km/giờ trong quá trình vận hành thương mại. Bây giờ nó có bốn đường ray giữa Quảng Đông Đông và ga xe lửa Thâm Quyến. Tuyến 1 và 2 là tuyến hành khách hướng lên và xuống 200 km / giờ (hiện bị giới hạn ở 180 km / giờ đang hoạt động) cho CRH EMU, và Tuyến 3 và 4 là hướng lên và hướng xuống 160- km/h (hiện bị giới hạn ở 140 km/h đang hoạt động) tương ứng với tuyến hành khách và hàng hóa. Để giảm nhiễu cho các chuyến tàu chở khách vào ban ngày từ các chuyến tàu chở hàng tốc độ thấp hơn, hầu hết các chuyến tàu chở hàng sẽ được lên lịch để chạy vào ban đêm.
Đường sắt Guangshen kết nối với một số tuyến đường sắt quan trọng khác đến các hướng khác nhau. Nó kết nối đường sắt Jingguang và đường sắt Guangmao tại Quảng Châu, đường sắt Jingjiu ở Đông Quan (có chung hai tuyến đường cao tốc thường xuyên) và Tuyến đường sắt phía Đông đến Hồng Kông ở cuối phía nam của tuyến đường sắt. Bên cạnh đó, có một số tuyến nhánh dọc theo đường sắt Guangshen, chẳng hạn như đường sắt Pingyan đến cảng Yantian, đường sắt Pingnan đến ga đường sắt phía tây Thâm Quyến và cũng là tuyến đến cảng Huangbu.
Các dịch vụ xuyên biên giới từ Hồng Kông đến Đông Quan (Changping), Quảng Đông, Phật Sơn và Triệu Khánh, cũng như đến Bắc Kinh và Thượng Hải sử dụng tuyến này.